# اردشیر بیدخشان
اردشیر بیدخشان (پارسی میانه: Ardašīr) یکی از نجیب‌زادگان ساسانی در سده سوم میلادی در زمان حکومت شاپور یکم بود.

## زندگی

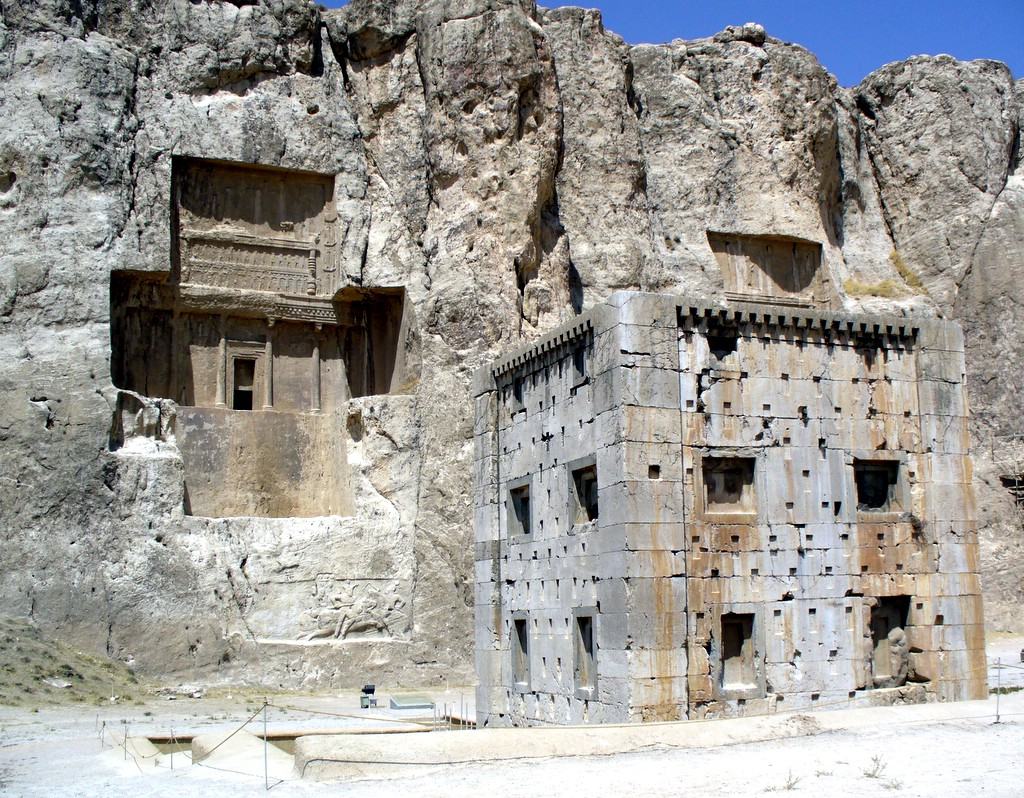
کعبه زرتشت، جایی که سنگ‌نوشته شاپور یکم حک شده‌است

از او در سنگ‌نوشته شاپور یکم بر کعبه زرتشت به عنوان پسر بیدخش یاد شده‌است. او در این سنگ‌نوشته در میان ۶۷ نجیب‌زاده در رتبهٔ پنجاه‌وسه قرار دارد. اطلاعات دیگری از پدر او در دست نیست اما در همین سنگ‌نوشته از بیدخشی به نام کردسرو یاد شده و احتمال می‌رود که اردشیر پسر او باشد.